# Anna Sazonowa
Anna Sazonowa (ros. Анна Сазонова, ur. 11 kwietnia 1987 r. w Saratowie) – rosyjska wioślarka.

## Osiągnięcia
- Mistrzostwa Świata U-23 – Hazewinkel 2006 – czwórka bez sternika – 5. miejsce[1].
- Mistrzostwa Europy – Brześć 2009 – ósemka – 4. miejsce[1].